# 무중력 소년
무중력소년(1981년 1월 22일 ~)은 대한민국의 가수, 작곡가다.

## 방송
- 슈퍼 히트 (2013) - 3위

## 영화
- 김씨 표류기 (2009) - 작곡
- 시체가 돌아왔다 (2012) - 작곡
- 듀엣 (2012) - 음악감독

## 음반
- 라이브클럽 빵 컴필레이션 3 'History Of Bbang' (2007)
- Dear My Friend (2008)
- 사랑의 월광보합 (2010)
- 알로하! 루오바 (2011)
- 듀엣 OST (2012)
- 월정리블루스 (2013)
- 라이브 클럽 빵 컴필레이션 4 (2015)

## 방송
- KBS 탑밴드3 (2015) - 음악감독
- MBN 미스백 (2021) - 음악감독